# スタンリー・ドンウッド
スタンリー・ドンウッド（Stanley Donwood）は英国の作家・芸術家ダン・リックウッド（Dan Rickwood）がアーティスト活動の際に用いている別名である。
同じく英国のロック・バンド、レディオヘッドとのコラボレーションで最も有名である。"My Iron Lung EP"（1994年）以来、同バンドのすべてのアルバムやポスターのアートワークを手がけている。1996年以来、レディオヘッドのフロントパーソン、トム・ヨークをはじめ他のメンバーとウェブサイト上でコラボレーションを行っており、バンドのウェブ配信にしばしば登場するほか、2001年のグラミー賞授賞式にも出席した。

## 来歴
ドンウッドとトム・ヨークが出会ったのは両名がエクスター大学で美術を学んでいる時分である。卒業後、ドンウッドはフリーランスのアーティストとして英国プリマスで活動していたが、トム・ヨークにレディオヘッドのアルバム『ザ・ベンズ』のカヴァー・アートを依頼されたことを契機として、以来長期にわたってレディオヘッドのアートワークとプロモーションにで恊働することとなった。なおヨークはアートワークに自分をクレジットする際には"ホワイトチョコレート農場"（The White Chocolate Farm）あるいは最近では"チョック博士"（Dr. Tchock）、"チョッキー"（Tchocky）などという変名を用いている。
アルバム『Kid A』のアートワークでは、ドンウッドは燃える山脈のような風景を描き、ミノタウルスを巡る一連のイメージを制作した。カスパー・ダーヴィト・フリードリヒやヒエロニムス・ボスの引用に加えて、その荒涼とした黙示録的な表現には戦争博物館や山岳地方で過ごした経験が影響している。
2002年には、ドンウッドとトム・ヨーク／チョッキーがグラミー賞のベスト・レコーディング・パッケージ・アワードを受賞。これはアルバム『アムニージアック』（Amnesiac）の特装版に対する賞である。レディオヘッドとの仕事に加え、ダンウッドは自分のウェブサイトSlowly Downwardでも活動しており、短編小説やその他もろもろの文章を発表している。その多くはユニークで奇抜なスタイルである。彼の文章はレディオヘッドのアートワークで使われたり、あるいはレディオヘッドのウェブサイトで引用されることも多い。
2003年のアルバム『ヘイル・トゥ・ザ・シーフ』（Hail to the Thief）の基調となった9枚のアクリル作品はポーラ・シェア（Paula Scher）の作品（map paintings, 閲覧は要ログイン）の影響が明白なもので、戦争で破壊されたカーブルやグロズヌイといった都市の地図を鮮明な色彩と政治的な含みをもった語句によって描いている。
2006年、ドンウッドは大判の版画作品を制作、販売するようになった。antiMusic.comによるインタビューでは、これは版画制作のプロセスによって、アルバムのカヴァーやこれに添付されるアートワークの小さい上に質の低い印刷ではなく、大判の作品として自身の作品を世に送る試みであり、「本来のやり方、つまり安物の紙の四色リトグラフではなく、もっと大きなインパクトをもった本当のアートとして作品が見られるようにするようにする方法」であると語っている。
ドンウッドの最近の展示会では、火災や洪水に襲われたロンドンの名所を描いた十四点の木版スタイルのプリントが発表された（"London Views"、展覧会会場はロンドン・ソーホーのLazarides Gallery）。この時の作品はトム・ヨークのソロ・アルバム『ジ・イレイザー』（The Eraser）のカヴァーおよび添付作品としても用いられた。
2006年の暮れにはレディオヘッドのアートワークのために制作されたトム・ヨークとドンウッドによるオリジナル作品をスペイン・バルセロナのギャラリーで展示した。これは『Kid A』以降の作品に焦点を当てたもので、同時にドンウッドとチョック（Tchock＝トム・ヨーク）のクレジットでアートブック『遊ぶ死児』（Dead Children Playing）が制作された。

## 作品

### 刊行物
- Small Thoughts (1998), ブリキ缶に収められた11枚の円形カード。
- Slowly Downward (2001)
- Catacombs of Terror! (2002)
- Tachistoscope (2003)
- My Giro (2005), 8章からなる物語。

### カヴァー・アート

#### アルバム
- 『ザ・ベンズ』 - The Bends (1995)
- 『OK Computer』 (1997)
- 『Kid A』 (2000)
- 『アムニージアック』 - Amnesiac (2001)
- 『スモールタウン，シャイニング』 - Smalltown, Shining (2001)
- 『アイ・マイト・ビー・ロング』I Might Be Wrong (2001)
- 『ボディソング』 - Bodysong (2003)
- 『ヘイル・トゥ・ザ・シーフ』 - Hail to the Thief (2003)
- 『プラ・ドゥ・ジュール』 - Plat du Jour (2005)
- 『ジ・イレイザー』 - The Eraser (2006)
- 『イン・レインボウズ』 - In Rainbows (2007)

#### EP
- 『マイ・アイアン・ラング』My Iron Lung (1994)
- 『ライヴ・オ・フォラム』Live Au Forum (1995)
- 『ライヴ・ア・ラストリア』Live à l'Astoria (1995)
- 『ジャスト・フォー・カレッジ・EP』Just for College EP (1995)
- 『ザ・ベンズ・ピンクポップ』The Bends Pinkpop (1996)
- 『ノー・サプライジズ／ランニング・フロム・デーモンズ』No Surprises/Running from Demons (1997)
- 『エアバッグ／ハウ・アム・アイ・ドライヴン？』Airbag/How Am I Driving? (1998)
- 『アムニージアック・カレッジ・EP』Amnesiac College EP (2001)
- 『COM LAG (2plus2isfive)』 (2004)
- 『スプリッティン・フェザーズ』Spitting Feathers (2006)

#### シングル
- 『マイ・アイアン・ラング』My Iron Lung (1994)
- 『ハイ・アンド・ドライ／プラネット・テレックス』High and Dry|High and Dry / Planet Telex (1995)
- 『フェイク・プラスティック・ツリーズ』Fake Plastic Trees (1995)
- 『ジャスト』Just (1995)
- 『ストリート・スピリッツ（フェイド・アウト）』Street Spirit (Fade Out) (1996)
- 『ザ・ベンズ』The Bends (1996)
- 『パラノイド・アンドロイド』Paranoid Android (1997)
- 『カーマ・ポリス』Karma Police (1997)
- 『ノー・サプライジズ』No Surprises (1998)
- 『ピラミッド・ソング』Pyramid Song (2001)
- 『ナイヴズ・アウト』Knives Out (2001)
- 『ゼア・ゼア』There There (2003)
- 『ゴー・トゥ・スリープ』Go to Sleep (2003)
- 『2 + 2 = 5』 (2003)
- 『ジグソー・フォーリン・イントゥ・プレース』Jigsaw Falling into Place (2008)
- 『ヌード』Nude (2008)

#### DVD
- 『ミーティン・ピープル・イズ・イージー』Meeting People Is Easy DVDジャケット
- 『7テレヴィジョン・コマーシャルズ』7 Television Commercials DVDボックス
- 『ライブ・アット・ジ・アストリア』Live at the Astoria DVDジャケット
- 『ザ・モスト・ギガンティック・ライン・マウス・オブ・オール・タイム』The Most Gigantic Lying Mouth Of All Time DVDジャケット

### 絵画
- 『スノー・ミステーク』Snow Mistake

### ほか
- London Views jigsaw box
- London Views concertina viewbook
- NMEマガジンで発表されたレディオヘッド『ヘイル・トゥ・ザ・シーフ』『OK Computer』『アムニージアック』の無料ポスターやアートワーク

### シルクスクリーン
- My Everyday Life
- Alarm
- Escape
- Pacific Coast
- Happy Family
- Such A Pretty House
- Operation Phantom Fury
- Grozny
- Kabul
- Cnut
- Dome

### リノプリント
- St. Paul's
- Centre Point
- The Gherkin

### プロモーション
- The Most Gigantic Lying Mouth of All Time
- Radiohead.com
- Trade Justice Movementのための グラフィック

## 註
1. ↑  Donwood Dresses Up Thom Yorke Solo Album
2. ↑  http://www.climbingupthewalls.com/features/stanleyinterview2000.htm
3. ↑  Stanley Donwood: Radiohead's Artist Interview - antiMusic.com